# Acraea kia
Acraea kia is een vlinder uit de familie van de Nymphalidae. De wetenschappelijke naam van de soort is voor het eerst gepubliceerd in 1990 door Jacques Pierre.
De soort komt voor in West-Tanzania (Kigoma).